# Świedziebnia
Świedziebnia è un comune rurale polacco del distretto di Brodnica, nel voivodato della Cuiavia-Pomerania.
Ricopre una superficie di 103,83 km² e nel 2004 contava 5 172 abitanti.